# Брегалнишка банка
Брегалнишката банка (на сръбски: Брегалничка банка) е банка, съществувала в град Щип, Кралството на сърби, хървати и словенци (от 1929 година Кралство Югославия) от 1921 година.

## История
Банката е основана в 1921 година с 500 000 динара, поделени на 5000 акции. В 1925 година капиталът е увеличен на 2 милиона динара. Банката се занимава со банкарско-обменни дейности, даване на кредити по платежни и по текущи сметки.